# よみうりテレビサービス
株式会社よみうりテレビサービス（よみうりテレビサービス、英: YOMIURI TV SERVICE INC.）は、読売テレビの子会社で、一般労働者派遣事業、キャスティング仲介事業を行っている企業である。

## 概要
1987年8月、親会社である読売テレビと読売テレビのキー局である日本テレビホールディングス傘下の映像・音楽ソフトメーカーであるVAPが映像ソフトの販売の事業を目的に、前身企業である「バリウス大阪」を設立。
企業立上げから、10年が経過した1998年9月に映像ソフト販売事業から撤退し、現在の業態変更の為、特定労働者派遣事業免許を取得し、1999年3月に現在の社名に変更。
一部、読売テレビ制作番組派生の映像ソフト販売も再開したが、現在の主要業態に変更している。また、日テレHD傘下のイベント企画製作会社である日テレイベンツが2018年に事業拡大の為、アナウンサー・ナレーター仲介業を目的とした子会社として「MAXキャスティング」を設立。
それに伴い、当該企業も2020年1月17日に子会社として「MAXキャスティングWEST」を設立。遅れること1年半後に親会社の読売テレビと同じくNNS準キー局である、中京テレビ傘下であるCTV MID ENJINが2021年4月12日に「MAXキャスティングMID」を設立し、東名阪でのアナウンサー・ナレーター仲介業ネットワークを構築し、事業拡大を推し進めている。

## 事業内容
- 労働者派遣業
- 以下読売テレビ本社でのファシリティマネジメント事業
  - ビル管理・受付・警備・清掃等
  - 自動車の運行管理
  - 放送及び放送番組の保存・運用管理、放送資材等各種物品の販売等

## 仲介業

### MAXキャスティングWEST
前述の概要の項に記載の通り、 「MAXキャスティング」設立を契機に、同社も京阪神に居住者をメインとしたフリーアナウンサー仲介業を行っている。また、2021年4月に開始した元読売テレビアナウンサー、報道局長待遇報道局解説委員長であった辛坊治郎の太平洋横断再挑戦のサポートして、当該企業に提携している電気機器メーカーのWebサイトやSNSへの誘導リンクが設置されている。

#### 登録アナウンサー・ナレーター
- 辛坊治郎
- 小澤昭博 ※読売テレビのアナウンサーであるが、同社アドバイザーとして列挙
- 小野塚康之 ※元NHK
- 小川光明 ※元日本テレビ
- 岡本安代 ※元鹿児島読売テレビ
- 中元綾子
- 丹羽真由実 ※元福岡放送
- 牧田もりかつ ※元びわ湖放送
- 鍋谷直輝 ※構成作家が主事業であるが、出役でもある為

同社と提携プロダクションは以下となる
- 舞夢プロ
- オフィスキイワード
- セイプロダクション